# Robert Więckiewicz
Robert Więckiewicz (Nowa Ruda, 30 giugno 1967) è un attore polacco.

## Filmografia parziale

### Cinema
- In Darkness (W ciemności), regia di Agnieszka Holland (2011)
- Walesa - L'uomo della speranza (Wałęsa. Człowiek z nadziei), regia di Andrzej Wajda (2013)
- Clergy (Kler), regia di Wojciech Smarzowski (2018)
- A mente fredda (The Coldest Game), regia di Łukasz Kośmicki (2019)
- Żeby nie było śladów, regia di Jan P. Matuszyński (2021)

### Televisione
- 1983 - serie televisiva (2018)